# Juan Pedro López
Juan Pedro López (*15 de agosto de 1885, Etchevarría, Canelones - †25 de enero de 1945, Montevideo) fue un importante poeta y payador uruguayo de la primera mitad del siglo XX. Fue el payador más grabado de su tiempo, con versiones propias o de otros autores, entre las que se cuentan las grabadas por Carlos Gardel, Amalia de la Vega, Ignacio Corsini, Edmundo Rivero, Enzo Valentino y Roberto Rodríguez Luna entre otros. Su obra "La Leyenda del Mojón", es considerada una de las obras de poesía gauchesca más importantes de su tiempo, la cual fue adaptada al cine y estrenada el 16 de noviembre de 1929.

## Biografía

### Primeros años
Juan Pedro López nació en la localidad de Etchevarría, ubicada en el Departamento de Canelones (Uruguay) el 15 de agosto de 1885. Hijo del inmigrante español Antonio López, y de Micaela Pérez, inmigrante de Islas Canarias, se crio en una humilde vivienda que contaba con una pequeña extensión de tierra que ellos cultivaban.
Perteneciente a una numerosa y pobre familia, contribuyó desde pequeño en las tareas familiares, por lo que solo pudo recibir instrucción primaria. Transcurrida así su infancia y parte de su adolescencia, y luego de perder sus padres, decide trasladarse a Montevideo, donde consigue un trabajo en un saladero y se radica en la Villa del Cerro. Por estos años conoce a Pedro Sisa, quien sería su amigo y su primer maestro en el canto y la guitarra. Con él se muda, hacia 1908 a la Ciudad Vieja, donde comienzan a trabajar en una estiba del puerto de Montevideo.

### Inicios artísticos
Por esta época comienza a tocar en distintas reuniones de amigos, fiestas familiares y cafés de la zona.
También se vincula al pugilismo, el cual practica en una academia con el instructor Federico Siepke. Hacia 1911 dos compañeros de boxeo lo llevan a Argentina para realizar algunas exhibiciones, y se vincula de esta forma al ambiente del pugilismo y el canto de ese país. Allí decide radicarse, consiguiendo empleo como obrero de molino. En enero de 1912 graba para los estudios de Victor de Argentina, 8 canciones que se editaron en discos de 78rpm y 10 pulgadas.

## Registros discográficos

### Propios
- Su tapera (Victor 63726. 1912)
- Muerte de mi madre / Canción del chaná (Victor 69967. 1912)
- Triste / Triste la guerra (Victor 69973. 1912)
- Abandono del hogar (Victor 65164. 1912)
- Para mi madre / En la prisión (Victor 69966. 1912)
- Agradecimiento (Odeon Nacional No.181, M869, 1922)
- El rebenque fatal (Odeon Nacional n.º 181, M870, 1922)
- A Gardel (1936)

### Por otros artistas
- El rancho (Amalia de la Vega)
- El rebenque fatal (Ignacio Corsini. Disco Nacional reg. 184.555-B)
- El rebenque fatal (Edmundo Rivero. Victor reg. 680.149-B)
- Recuerdos de una madre (Enzo Valentino. T-K reg. S-5266-B)
- Quemá esas cartas (Enzo Valentino. T-K reg. S-5147-B)
- Quemá esas cartas (orquesa de Juan D'Arienzo. Victor AVL 3322)
- Quemá esas cartas (R. Rodríguez Luna. Antar reg. 33061-B)
- China hereje (Carlos Gardel. Odeon reg. 18088)
- Flor campera (Carlos Gardel. Odeon reg. 18800)

La leyenda del Horcón (1980)